# Stenopsyche haimavatika
Stenopsyche haimavatika is een schietmot uit de familie Stenopsychidae. De soort komt voor in het Oriëntaals gebied.